# Военен резерв
Военният резерв се състои от персонал и техника за комплектуване на военните формирования от въоръжените сили в мирно и военно време.
Военният резерв на Република България се комплектува на доброволен и на задължителен принцип, както следва:
- доброволният принцип се прилага за български граждани, които са изявили желание да служат в резерва или да предоставят техника за определен период от време при условия и по ред, определени със закона за резерва на въоръжените сили на Република България и със сключения договор. За срока на действие на договора българските граждани придобиват статус на резервисти, а техниката - статус на „техника-резерв“;
- задължителният принцип се прилага за български граждани, които не са със статус на резервисти, но имат военна или друга специална подготовка или притежават техника и могат да получат мобилизационно назначение. Гражданите придобиват статус на запасни (разговорно - запасняци), а техниката - статус на „техника-запас“.